# Йосипівка (Первомайський район)
Йосипі́вка (до 01.02.1945 Юзефпіль) — село в Україні, у Врадіївській селищній громаді Первомайського району Миколаївської області. Населення становить 186 осіб.

## Населення
Згідно з переписом УРСР 1989 року чисельність наявного населення села становила 223 особи, з яких 99 чоловіків та 124 жінки.
За переписом населення України 2001 року в селі мешкало 185 осіб.

### Мова
Розподіл населення за рідною мовою за даними перепису 2001 року:
| Мова       | Відсоток |
| ---------- | -------- |
| українська | 91,94 %  |
| російська  | 0 %      |
| молдовська | 1,61 %   |